# Katharina Thalbach
Katharina Thalbach (Berlino Est, 19 gennaio 1954) è un'attrice e regista teatrale tedesca.

## Vita privata
Nata a Berlino Est, i suoi genitori erano il regista teatrale Benno Besson e l'attrice Sabine Thalbach. 
Con lo scrittore, poeta e regista Thomas Brasch ha avuto una figlia, Anna Thalbach, nata nel 1973 e diventata anche lei attrice.

## Filmografia parziale

### Cinema
- Der nackte Mann auf dem Sportplatz, regia di Konrad Wolf (1974)
- Il secondo risveglio di Christa Klages (Das zweite Erwachen der Christa Klages), regia di Margarethe von Trotta (1978)
- Il tamburo di latta (Die Blechtrommel), regia di Volker Schlöndorff (1979)
- Engel aus Eisen, regia di Thomas Brasch (1981)
- La scelta di Sophie (Sophie's Choice), regia di Alan J. Pakula (1982)
- Flucht in den Norden, regia di Ingemo Engström (1986)
- Napoli-Berlino, un taxi nella notte (Helsinki Napoli All Night Long), regia di Mika Kaurismäki (1987)
- Ritorno a Berlino (Der Passagier - Welcome to Germany), regia di Thomas Brasch (1988)
- God afton, Herr Wallenberg, regia di Kjell Grede (1990)
- Kaspar Hauser, regia di Peter Sehr (1993)
- Stille Nacht, regia di Dani Levy (1996)
- Caipiranha - Vorsicht, bissiger Nachbar!, regia di Felix Dünnemann (1998)
- Solo für Klarinette, regia di Nico Hofmann (1998)
- Der Eisbär, regia di Til Schweiger e Granz Henman (1998)
- Sonnenallee, regia di Leander Haußmann (1999)
- Der Vulkan, regia di Ottokar Runze (1999)
- Goebbels und Geduldig, regia di Kai Wessel (2001)
- König der Diebe, regia di Ivan Fíla (2003)
- NVA, regia di Leander Haußmann (2005)
- Der Räuber Hotzenplotz, regia di Gernot Roll (2006)
- Offset, regia di Didi Danquart (2006)
- Strajk - Die Heldin von Danzig, regia di Volker Schlöndorff (2006)
- Hände weg von Mississippi, regia di Detlev Buck (2007)
- Du bist nicht allein, regia di Bernd Böhlich (2007)
- Mrs. Ratcliffe's Revolution, regia di Bille Eltringham (2007)
- Henri 4, regia di Jo Baier (2010)
- Hanni & Nanni, regia di Christine Hartmann (2010)
- Kokowääh, regia di Til Schweiger e Torsten Künstler (2011)
- Almanya - La mia famiglia va in Germania (Almanya - Willkommen in Deutschland), regia di Yasemin Samdereli (2011)
- Hanni & Nanni 2, regia di Julia von Heinz (2012)
- Promessa rosso sangue (Du hast es versprochen), regia di Alex Schmidt (2012)
- Die Vermessung der Welt, regia di Detlev Buck (2012)
- Ludwig II, regia di Marie Noëlle e Peter Sehr (2012)
- Ruby Red (Rubinrot), regia di Felix Fuchssteiner (2013)
- Hai-Alarm am Müggelsee, regia di Leander Haußmann e Sven Regener (2013)
- Hanni & Nanni 3, regia di Dagmar Seume (2013)
- Rico, Oskar und die Tieferschatten, regia di Neele Leana Vollmar (2014)
- Ruby Red II - Il segreto di Zaffiro (Saphirblau), registi vari (2014)
- Honig im Kopf, regia di Til Schweiger e Lars Gmehling (2014)
- Rico, Oskar und das Herzgebreche, regia di Wolfgang Groos (2015)
- Ich bin dann mal weg, regia di Julia von Heinz (2015)
- Bibi & Tina: Mädchen gegen Jungs, regia di Detlev Buck (2016)
- Ruby Red III - Verde smeraldo (Smaragdgrün), regia di Felix Fuchssteiner e Katharina Schöde (2016)
- Hanni & Nanni: Mehr als beste Freunde, regia di Isabell Suba (2017)
- Wuff, regia di Detlev Buck (2018)
- 100 Dinge, regia di Florian David Fitz (2018)
- Alfons Zitterbacke: Das Chaos ist zurück, regia di Mark Schlichter (2019)
- Ich war noch niemals in New York, regia di Philipp Stölzl (2019)

### Televisione
- Segreto mortale (Unter die Haut) - film TV (1997)
- Der Hauptmann von Köpenick - film TV (1997)
- Die Cleveren - serie TV, 3 episodi (2000-2003)
- Kabale und Liebe - film TV (2005)
- Nicht alle waren Mörder - film TV (2006)
- Rumpelstilzchen - film TV (2007)
- Deadline: squadra anticrimine (Deadline - Jede Sekunde zählt) - serie TV, 12 episodi (2007-2010)
- Der Minister - film TV (2013)
- Ispettore Jury - Il cigno della morte (Inspektor Jury - Der Tote im Pub) - film TV (2014)
- Ispettore Jury - Un delitto irrisolto (Inspektor Jury: Mord im Nebel) - film TV (2015)
- Wir sind die Rosinskis - film TV (2016)
- Extraklasse - film TV (2018)
- Pitch Perfect: Bumper in Berlin - serie TV, 6 episodi (2022)
- Squadra Speciale Colonia (SOKO Köln) - serie TV, 4 episodi (2011-2023)
- Miss Merkel - Ein Uckermark-Krimi - film TV (2023)
- Das Signal - Segreti dallo spazio (Das Signal) - serie TV, 4 episodi (2024)
- Miss Merkel - Mord auf dem Friedhof - film TV, (2024)

### Doppiaggio
- La banda del rock - I musicanti di Brema (Die furchtlosen Vier), registi vari (1997)
- Till Eulenspiegel, regia di Eberhard Junkersdorf (2003)
- Tiffany e i tre briganti (Die drei Räuber), regia di Hayo Freitag (2007)
- Der Mondmann, regia di Stephan Schesch e Sarah Clara Weber (2012)
- Der kleine Rabe Socke, regia di Ute von Münchow-Pohl e Sandor Jesse (2012)
- Tabaluga, regia di Sven Unterwaldt Jr. (2018)
- La scuola degli animali magici (Die Schule der magischen Tiere), regia di Gregor Schnitzler (2021)
- Die Schule der magischen Tiere 2, regia di Sven Unterwaldt Jr. (2022)
- Moppi und der Leckerladen - serie TV, 11 episodi (2021-2022)